# Prisión de Victoria Road
La Prisión de Victoria Road (en inglés: Victoria Road Prison) es una antigua prisión que se encuentra en Victoria Road, en Douglas, capital de la Isla de Man. Este centro penitenciario fue la primera prisión especialmente diseñada para servir como cárcel en la Isla de Man, y mantuvo presos de abril de 1891 a agosto de 2008. Desde 1780 los prisioneros de la Isla de Man (incluyendo deudores) cumplieron su sentencia principalmente en el castillo de Rushen. Los Presos fueron en aumento, ya que no podían ser separados, y las condiciones de reclusión no eran aptas. La población carcelaria de toda la Isla de Man fue trasladado a la nueva Victoria Road en abril de 1891.